# Франклин и Маршал (колеж)
Франклин и Маршал (или Франклин енд Маршал колидж от англ. Franklin and Marshall College) е частен американски колеж с 4-годишна програма на обучение. Той е създаден през 1787 г. Преди 1853 г. училищата са две, а именно Франклин колидж и Маршал колидж. Колежът се намира в град Ланкастър, щата Пенсилвания. Той може да се похвали с голям брой студенти от чужбина, в това число и българи.

## Известни възпитаници
- Франклин Шафнер, завършил през 1942 г., режисьор, носител на наградата Оскар за филма „Патън“ (1970 г.) и режисирал „Планетата на маймуните“ (1968 г.)
- Кенет Дюбърстийн, завършил през 1965 г., високопоставен служител в Белия дом по времето на Роналд Рейгън
- Мери Шапиро, завършила през 1977 г., 29-и председател на Комисията за ценни книжа и борси
- Кен Меелман, завършил през 1988 г., водил предизборната кампания на Джордж Уокър Буш и бивш председател на Републиканската партия на САЩ
- Кристо (Христо Балабанов), завършил през 2007 г., един от най-успешните хип-хоп изпълнители в България

## Интересни факти
- Общият брой на преподавателите на договор е 175
- Общият брой на студентите е около 2400
- Тук е преподавала Тансу Чилер, която по-късно става първата жена-премиер на Турция